# Teatr Wybrzeże

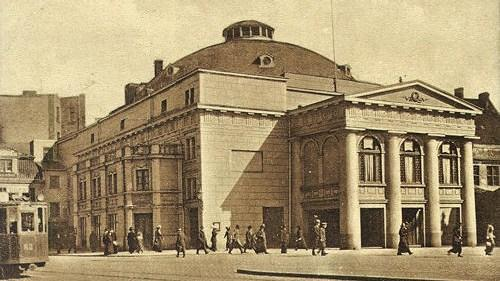
Teatr Miejski (Danzig Stadttheater) – pierwsze przedstawienie odbyło się w nim 2 sierpnia 1801, zdjęcie z ok. 1900.

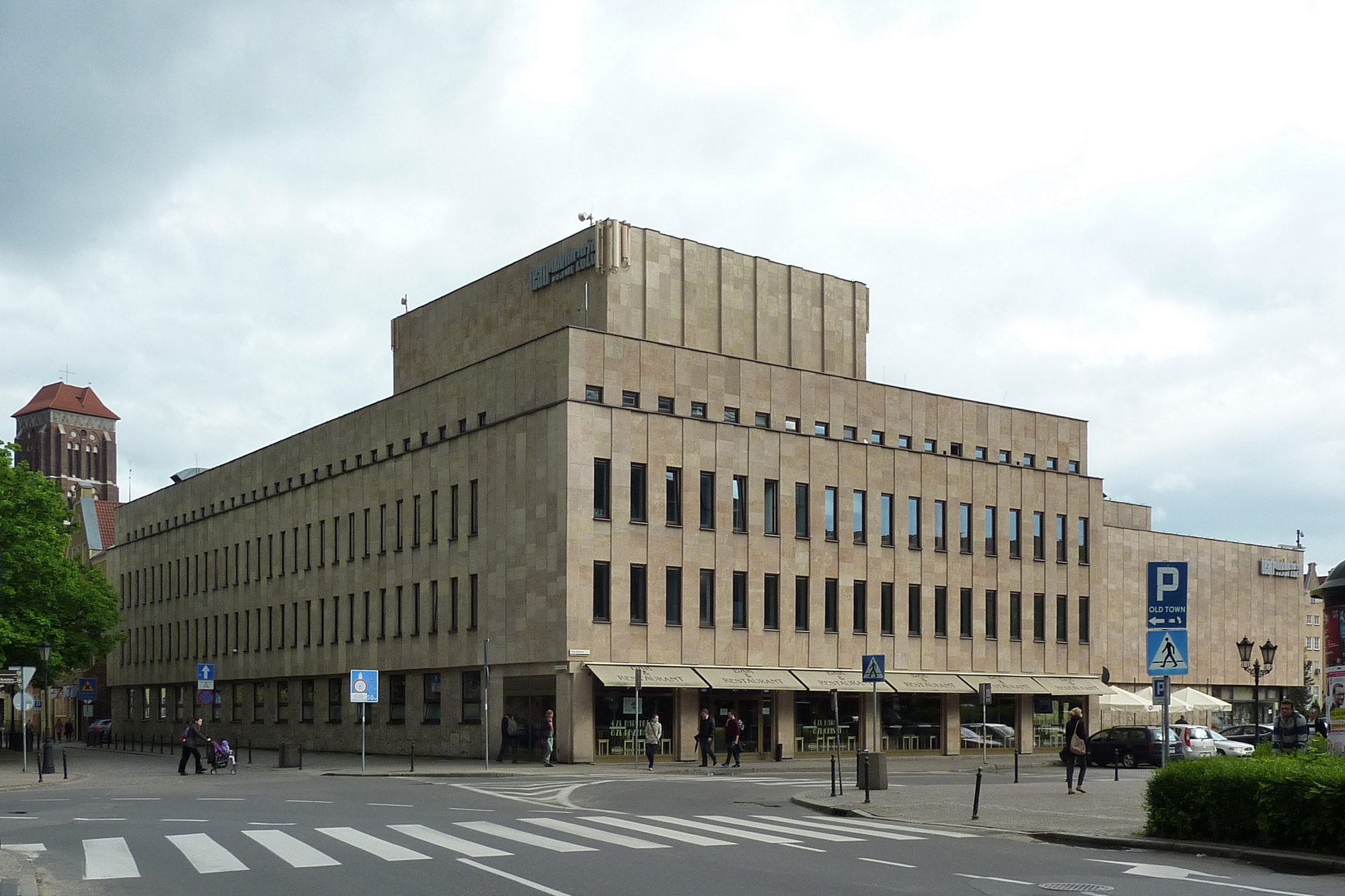
Teatr Wybrzeże od strony Targu Drzewnego.

Teatr Wybrzeże (dawniej Miejski Teatr Wybrzeże i Państwowy Teatr Wybrzeże w Gdańsku) – teatr, instytucja kultury wpisana do rejestru województwa pomorskiego, mająca swoją główną scenę w Gdańsku i scenę kameralną w Sopocie. W latach 2006–2012 teatr ten, obok Teatru Narodowego w Warszawie i Teatru Starego w Krakowie, był jedną z trzech narodowych scen dramatycznych, podlegających bezpośrednio Ministrowi Kultury.

## Historia
Pierwotny gmach teatru miejskiego w Gdańsku powstał w latach 1799–1801 według projektu Carla Samuela Helda, a następnie przebudowano go w latach 1933–1935 i zniszczono pod koniec II wojny światowej.
Teatr Wybrzeże został założony w 1946. Początkowo działał pod nazwą "Miejski Teatr Wybrzeże" z siedzibą w Gdyni i składał się z kilku scen również w Gdańsku i w Sopocie. Od 1960 teatr prowadził działalność na dwóch scenach (gdańskiej i sopockiej). W 1967, po ukończeniu budowy nowego gmachu, Teatr Wybrzeże przeprowadził się do nowej siedziby na gdańskim Głównym Mieście, przy Targu Węglowym zbudowanej w miejscu starego, zniszczonego Teatru Miejskiego. Modernistyczny budynek teatru zaprojektował zespół w składzie: Lech Kadłubowski, Jakub Wujek i Daniel Olędzki. W latach 2002 i 2020-2023 dokonano gruntownej modernizacji przebudowy obecnego obiektu teatralnego.
Po obiecujących początkach działalności teatralnej skupionej wokół tzw. "grupy krakowskiej" Iwo Galla nastąpiły czasy socjalistycznego realizmu wypełnionego naturalizmem ery stalinowskiej. Po październikowej odwilży nastały również dla Teatru Wybrzeże czasy otwartości artystycznej. Inscenizacje teatralne lat 60. i 70. charakteryzowały się nowatorskimi i indywidualnymi wizjami teatru na skalę ogólnopolską z uwzględnieniem zaangażowania politycznego, kwestii moralnych i specyfiki polskiej.
1 stycznia 2006 nadano teatrowi status narodowego i zmieniono nazwę na Państwowy Teatr Wybrzeże w Gdańsku. Teatr utracił ten status z dniem 1 stycznia 2013 w związku z nowelizacją ustawy o prowadzeniu działalności kulturalnej z sierpnia 2011 r, a jego nazwę skrócono do Teatr Wybrzeże.
18 października 2018, po 4 latach prac w zabytkowym budynku Starej Apteki przy ulicy Teatralnej otwarto nową scenę teatru na 150 widzów. Gmach ten powstał w 1636 roku w miejscu dawnych miejskich fortyfikacji, a jego nazwa pochodziła od kamiennych "pigułek", czyli wytwarzanych tu kul armatnich i granatów. Do końca XVIII wieku była tu prochownia; w 1945 roku obiekt został całkowicie zniszczony, po odbudowie przez kilkadziesiąt lat pełnił funkcję magazynów teatralnych.

## Dyrektorzy
- Iwo Gall (1946–1949)
- Stanisław Kwaskowski (1949–1950)
- Tadeusz Rybowski (1950–1955)
- Antoni Biliczak (1955–1979[11])
- Andrzej Kudlik (1980–1987[12])
- Stanisław Michalski (1988–1993)
- Ewa Bonk-Woźniakiewicz (1993–2000)
- Krzysztof Nazar (1995–2000)
- Maciej Nowak (2000–2006)
- Adam Orzechowski (od 2006)

### Kierownicy artystyczni
- Lidia Zamkow (1953–1954)
- Zygmunt Hübner (1956–1960)
- Jerzy Goliński (1960–1967)
- Tadeusz Minc (1967–1969)
- Marek Okopiński i Stanisław Hebanowski (1969–1980)

## Osoby współpracujące z teatrem

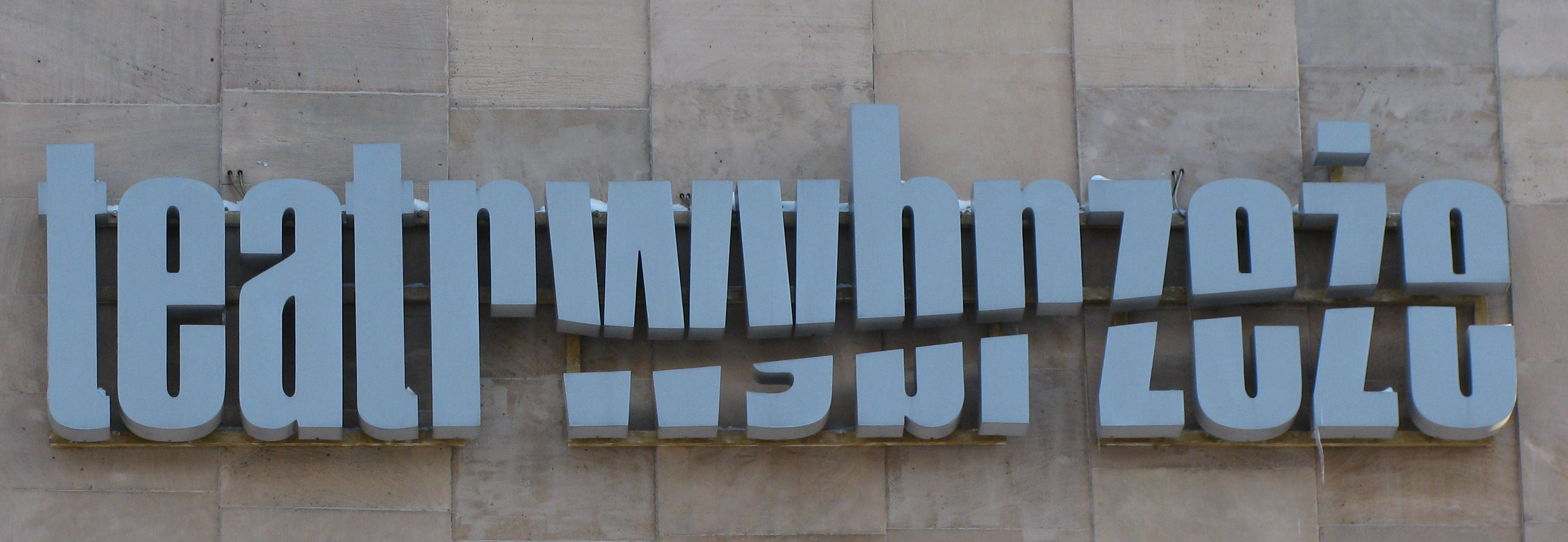
Logo teatru

## Znaczące przedstawienia
- Homer i Orchidea (Gajcego) – 1946
- Balladyna (Słowackiego) – 1947
- Jak wam się podoba (Szekspira) – 1947
- Maria Stuart (Słowackiego) – 1949
- Wiśniowy sad (Czechowa) – 1949
- Barbarzyńcy (Gorkiego) – 1953
- Tragedia optymistyczna (Wsiewołoda Wiszniewskiego) – 1955
- Pan Puntilla i jego sługa Matt (Brechta)
- Zbrodnia i kara (Dostojewskiego) – 1958
- Kapelusz pełen deszczu (Michaela Vinzenza Gazzy) – 1959
- Smak miodu (Shelagh Delaney) – 1959
- Zabawa jak nigdy (Saroyana) – 1960
- Nosorożec (Ionesco) – 1960
- Indyk (Mrożka) – 1961
- Frank V. (Dürrenmatta) – 1962
- Jan Maciej Karol Wścieklica (Witkacego) – 1966
- Tragedia o bogaczu i łazarzu (Anonima Gdańskiego) – 1968
- Ulisses (Słomczyńskiego) – 1970
- Czekając na Godota (Becketta) – 1970
- Termopile Polskie (Micińskiego) – 1970
- Cmentarzysko samochodów (Arrabala) – 1972
- Iwona księżniczka Burgunda (Gombrowicza) – 1977
- Dziady (Mickiewicza) – 1980
- Sprawa Dantona (Przybyszewskiej) – 1980
- Ślub (Gombrowicza) – 1982
- Vatzlav (Sławomira Mrożka) – 1982
- Operetka (Gombrowicza) – 1984
- Kordian (Słowackiego) – 1984
- Pułapka (Różewicza) – 1984
- Wiśniowy sad (Czechowa) – 1985
- Historia (Gombrowicza) – 1990
- Arkadia (Toma Stopparda) – 1994
- Trzy siostry (Czechowa) – 1995
- Beczka prochu (Dejana Dukovskiego) – 2002
- Don Carlos (Schillera) – 2003
- Noże w kurach (Davida Harrowera) – 2003
- Sprawa miasta Ellmitt (Ingmara Villqista) – 2003
- Grupa Laokoona – 2007
- Blaszany Bębenek – 2008
- Wesołe Kumoszki z Windsoru - 2015
- Śmierć komiwojażera -2019

## Współudział
- Festiwal Szekspirowski – doroczny letni festiwal teatralny organizowany przez Gdański Teatr Szekspirowski